# Nicrophorus satanas
Nicrophorus satanas är en skalbaggsart som beskrevs av Edmund Reitter 1893. Nicrophorus satanas ingår i släktet Nicrophorus och familjen asbaggar. Inga underarter finns listade i Catalogue of Life.